# Хронологија СФРЈ и СКЈ јун 1966.
Хронолошки преглед важнијих догађаја везаних за друштвено-политичка дешавања у Социјалистичкој Федеративној Републици Југославији (СФРЈ) и деловање Савеза комуниста Југославије (СКЈ), као и општа политичка, друштвена, спортска и културна дешавања која су се догодила у току јуна месеца 1966. године.
| ← мај | ← мај | ← мај | ← мај | ← мај | ← мај | ← мај | ← мај | Хронологија СФРЈ и СКЈ током 1966. године | Хронологија СФРЈ и СКЈ током 1966. године | Хронологија СФРЈ и СКЈ током 1966. године | Хронологија СФРЈ и СКЈ током 1966. године | Хронологија СФРЈ и СКЈ током 1966. године | Хронологија СФРЈ и СКЈ током 1966. године | Хронологија СФРЈ и СКЈ током 1966. године | Хронологија СФРЈ и СКЈ током 1966. године | Хронологија СФРЈ и СКЈ током 1966. године | Хронологија СФРЈ и СКЈ током 1966. године | Хронологија СФРЈ и СКЈ током 1966. године | Хронологија СФРЈ и СКЈ током 1966. године | Хронологија СФРЈ и СКЈ током 1966. године | Хронологија СФРЈ и СКЈ током 1966. године | Хронологија СФРЈ и СКЈ током 1966. године | јул → | јул → | јул → | јул → | јул → | јул → | јул → |
| 1     | 2     | 3     | 4     | 5     | 6     | 7     | 8     | 9                                         | 10                                        | 11                                        | 12                                        | 13                                        | 14                                        | 15                                        | 16                                        | 17                                        | 18                                        | 19                                        | 20                                        | 21                                        | 22                                        | 23                                        | 24    | 25    | 26    | 27    | 28    | 29    | 30    |

### 1. јун
- У посети Југославији, од 1. до 3. јуна, боравио министар иностраних послова Индије Динеш Синг. У складу са начелном одлуком двеју влада да се повремено врше консултације два министарства иностраних послова, Синг је водио разговоре са земником државног секретара за иностране послове СФРЈ Мишом Павићевићем. У току посете, Синга је 2. јуна у Београду примио председник СФРЈ Јосип Броз Тито, коме је пренео личну поруку председника Владе Индије Индире Ганди.[1][2]

### 3. јун
- У посети Југославији, од 3. до 11. јуна, на позив председника СФРЈ Јосипа Броза Тита, боравио ирански шах Мохамед Реза Пахлави. У току посете, у Београду су вођени разговори између Тита и Пахлавија и извршена размена билатералних односа, а наставак разговора настављен је 10. јуна на Ванги.[1][3][4]

### 6. јун
- У посети Народној Републици Монголији, од 6. до 19. јуна, боравила делегација Савеза комуниста Југославије, коју је предводио члан Извршног комитета ЦК СКЈ и политички секретар ЦК СК Словеније Миха Маринко. Југословенска делегација присуствовала је 15. конгресу Монголске народне партије (МНРП), током кога је имала више сусрета са делегацијама других комунистичких партија, као и са првим секретаром ЦК МНРП Јумџагин Цеденбал.[1]

### 7. јун
- У Београду, од 7. до 10. јуна, одржан Шести конгрес Социјалистичког савеза радног народа Југославије (ССРНЈ), коме је присуствовало 1.090 делегата. Конгрес је отворио председник СФРЈ и генерални секретар СКЈ Јосип Броз Тито који је говорио о актуелним задацима и улози Социјалистичког савез у даљем развитку земље. У току рада Конгрес је усвојио извештај о Савезног и надзорног одбора о раду ССРНЈ између Петог и Шестог конгреса, усвојио пет резолуција и изабрао ново руководство — за председника и генералног секретара поново су изабрани Лазар Колишевски и Милентије Поповић.[5][6]

### 9. јун
- У Љубљани умро др Антон Мелик (1890—1966) географ, редовни професор географије на Љубљанком универзитету и један од утемељивача географске науке у Словенији, ректор Универзитета у Љубљани (1946—1950), председник Словеначке матице (1950—1966) и редовни члан Словеначке академије наука и уметности (САЗУ).[7]

### 10. јун
- У Београду одржана прва конститутивна седница Савезне конференције Социјалистичког савеза радног народа Југославије на којој је конституисано руководство ССРНЈ. За председника је изабран Лазар Колишевски, за генералног секретара Милентије Поповић, а за потпредседнике: Лидија Шентјурц, Јаков Блажевић, Шефкет Маглајлић и Пуниша Перовић. За председника Надзорног одбора, који је имао 23 члана, изабран је Авди Бакали. На седници је такође изабрано Председништво од 43 члана и Извршни одбор од 18 чланова, као и именоване секције и комисије.[7]

### 14. јун
- У Југославији, 14. и 15. јуна, на позив Савезног одбора Савеза удружења бораца Народноослободилачког рата Југославије (СУБНОР), боравила делегација Међународне федерације учесника Покрета отпора. Чланове делегације примио је председник Савезног одбора СУБНОР Ђуро Пуцар Стари.[7]

### 16. јун
- У Београду одржана седница Извршног комитета Централног комитета СК Југославије на којој је генерални секретар СКЈ Јосип Броз Тито покренуо питања из рада органа Управе државне безбедности (УДБА), као и појаве озбиљних злоупотреба ових органа у политичке сврхе од стране појединих функционера, чиме је отворена „афера прислушкивање”. Након изнетих оптужби на рачун службе безбедности, али и њега лично, потпредседник СФРЈ и секретар ЦК СКЈ Александар Ранковић понудио је оставку на све државно-партијске функције. На састанку је договорено да се формирају Војнотехничка комисија, на челу са генералом Иваном Мишковићем и Комисија ИК ЦК СКЈ, на челу са Крстом Црвенковским које ће извршити преглед инсталација и утврдити стање, односно утврдити чињенице и предложити решења.[7][8][9]

### 20. јун
- У Београду председник СФРЈ Јосип Броз Тито примио Сиримаво Бандаранаике, председницу Владе Сри Ланке и председницу Партије слободе Сри Ланке, која је боравила у посети Југославије и присуствовала Шестом конгресу ССРНЈ.[10]
- У Београду председник СФРЈ Јосип Броз Тито примио Салвадора Аљендеа, социјалистичког сенатора и истакнутог првака Фронта народне акције Чила, који је боравио у посети Југославије и присуствовао Шестом конгресу ССРНЈ.[7][11]
- У Београду одржан консултативни састанак генералног секретара СКЈ Јосипа Броза Тита са члановима Комисије ИК ЦК СКЈ, чији је председник био Крсте Црвенковски, групом чланова ИК ЦК СКЈ и групом савезних и републичких државно-партијских функционера из СР Србије (Стамболић, Минић, Веселинов, Поповић, Марковић, Тодоровић, Никезић и др) на коме је разговарано о „афери прислушкивање” и „случају Александра Ранковића”. Тито је на састанку добио подршку српских кадрова за политички обрачун са Александром Ранковићем и другим високим функционерима службе безбедности.[12]

### 22. јун
- У Београду одржана седница Извршног комитета ЦК СК Југославије на којој је председник Комисије ИК ЦК СКЈ Крсте Црвенковски изнео дотадашње резултате истраге. Извршни комитет ЦК СКЈ одобрио је рад комисије и прихватио њене налазе и констатације, стављајући јој у задатак израду дефинитивног извештаја за Четврту пленарну седницу ЦК СКЈ, која је заказана за 1. јул.[8][13]
- У Сарајеву на заједничкој седници Републичког и Просветно-културног већа Скупштине СР Босне и Херцеговине на којој је усвојен Закон о Академији наука и уметности Босне и Херцеговине којим је Научно друштво Босне и Херцеговине прерасло у Академију наука и уметности Босне и Херцеговине (АНУБИХ), за чијег је председника изабран Васо Бутозан.[7]

### 23. јун
- У посети НР Пољској, од 23. до 30. јуна, боравила парламентарна делегација, коју је предводио председник Скупштине СФРЈ Едвард Кардељ.У току посете, југословенска делегација је са представницима пољског парламента разменила мишљење о разним питањима у вези са сарадњом две земље. Едвард Кардељ изложио је став Југославије о међународним проблемима и објаснио суштину југословенске иницијативе за састанак представника парламената о питањима безбедности.[7]

### 25. јун
- На Брионима генерални секретар СКЈ Јосип Броз Тито разговарао са секретаром ЦК СКЈ Александром Ранковићем, првооптуженим у „афери прислушкивање”, који је дошао у пратњи државног секретара за народну одбрану генерала Ивана Гошњака. Тема разговора био је предстојећи Четврти пленум ЦК СКЈ.[14]